# Ponta Delgada SC
El Ponta Delgada SC, también conocido como Fall River Ponta Delgada, fue un equipo de Fútbol de los Estados Unidos que jugó en la American Soccer League.

## Historia
Fue fundado en el año 1915 en la ciudad de Fall River, Massachusetts por miembros de la comunidad portuguesa y su nombre lo comparte con la ciudad de Ponta Delgada, la ciudad más grande de las Azores, una región autónoma de Portugal e iniciaron en la National Soccer League
of New England y contaban con equipos de categorías menores que jugaban en Portugal.
Durante tres décadas el club fue uno de los más exitosos a nivel aficionado de Estados Unidos, donde ganó la copa Nacional Aficionada en seis ocasiones, la primera de ellas en 1938 luego de vencer en la final al Pittsburgh Heidelberg por 2-1, aunque fue en los años 1940 que vivió sus mejores años, donde ganó la copa aficionada en tres ocasiones consecutivas y alcanzó la final de la National Challenge Cup tres veces.
Fue el primer equipo de Estados Unidos que ganó la National Challenge Cup y la Copa Nacional Aficionada en el mismo año, en 1947 luego de vencer a Castle Shannon of Pittsburgh y Chicago Vikings respectivamente. Ese mismo año todo el club fue elegido para jugar en la Copa NAFC 1947 como Estados Unidos.
En 1951 ingresa a la American Soccer League alcanzando las finales de las copas nacionales, ganaron el título divisional y la copa aficionada en 1953 y desaparece en 2008 por problemas financieros.

## Palmarés
- National Challenge Cup: 1

1947
- National Amateur Cup: 6

1938, 1946, 1947, 1948, 1950, 1953
- National Soccer League of New England: 1

1948
- American Soccer League
  - New England Division: 1

1952-53

## Jugadores
Varios jugadores del Ponta Delgada integraron la selección nacional como Joseph Rego-Costa, capitán del equipo que participó en Londres 1948 junto a Manuel Martin, Joe Ferreira, Ed Souza y John Souza. Tanto Ed Souza como John Souza también formaron parte de la selección que jugó en Brasil 1950, incluyendo la victoria por 1-0 ante Inglaterra.